# Negomir
Negomir é uma comuna romena localizada no distrito de Gorj, na região de Oltênia. A comuna possui uma área de 53.51 km² e sua população era de 4023 habitantes segundo o censo de 2007.